# Sporting Craiova
FC Sporting Craiova este o echipă românească de fotbal feminin.
În perioada 2008-2013 echipa a jucat în Liga I, prima divizie a fotbalului feminin din România. În sezonul 2009-2010 a devenit vicecampioana României.